# Physical Review D: Particles and Fields
 Physical Review D: Particles and Fields was een internationaal, aan collegiale toetsing onderworpen wetenschappelijk tijdschrift op het gebied van de natuurkunde. Het is in 2003 voortgezet als Physical Review D.